# 國道十號 (中華民國)

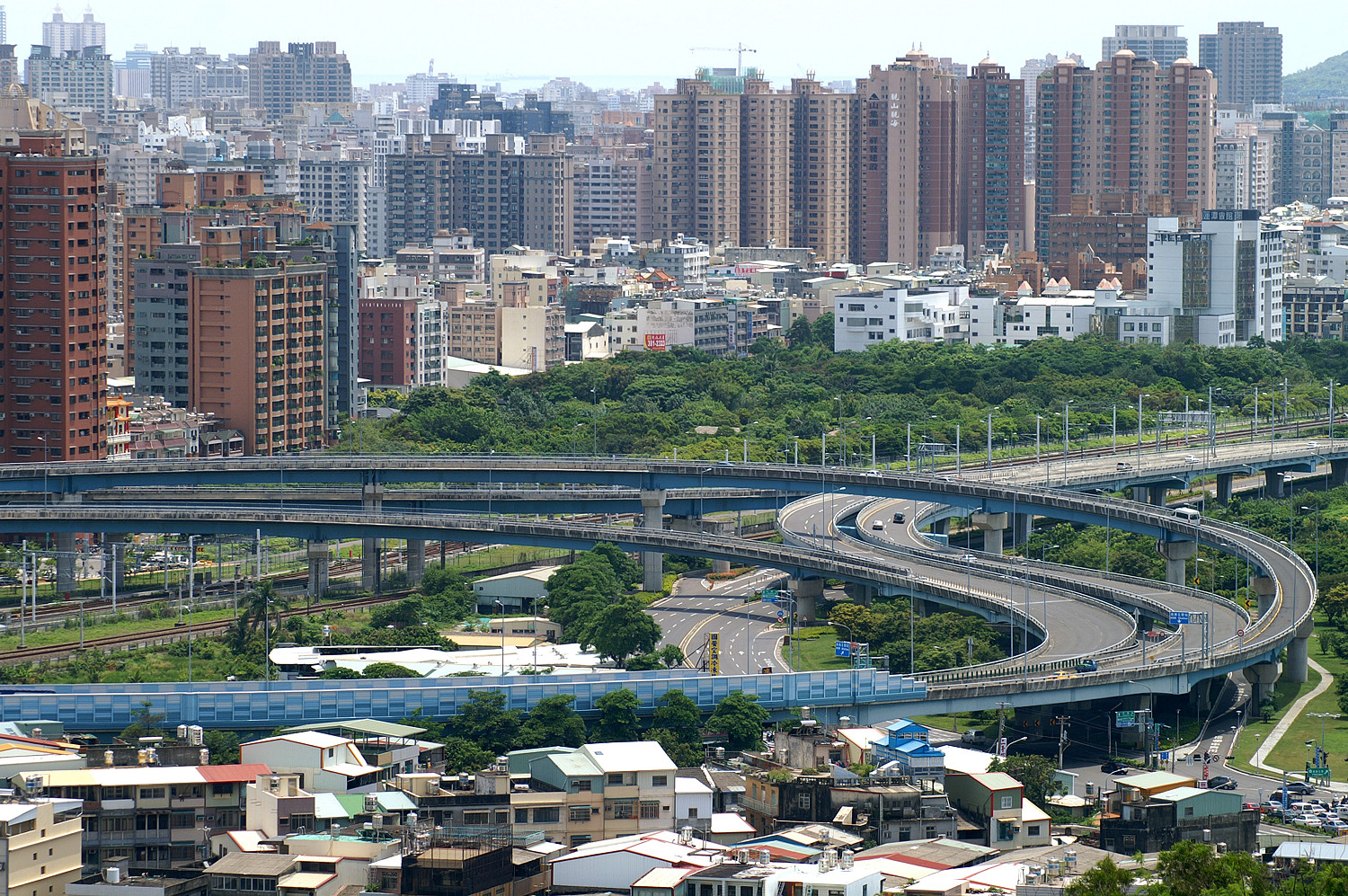
因高雄都會區快速道路終點車道銜接國道十號之起點，故前者的起點時常被誤以為國道十號起點。

中華民國國道十號，又稱高雄支線、高雄環線，簡稱國十。
全線大部分位於高雄市，小部分經過屏東縣里港鄉，西起左營區，東至旗山區。起點銜接高雄都會區快速道路，可由匝道直接進出高鐵左營站。自從建造完工後，國道十號便大幅縮短高雄市區及旗山兩地之間的交通距離以及往來時間。與國道一號、國道三號、台88線組成高屏地區之環狀道路。另計畫中的高屏第二東西向快速公路，將強化環狀道路的便利性，並減輕現有高快速公路之負荷。

## 概述
國道十號西起高雄市左營區文自路，往東於鼎金系統交流道與國道一號交匯後轉北，經仁武交流道跟燕巢交流道後往東北於燕巢系統交流道與國道三號交匯，終點位於旗山區。
1999年全線通車時，仁武交流道以西之速限為60公里，以東為80公里。2003年4月15日起，仁武交流道以西之速限增加為80公里，以東增加為90公里。2008年9月1日起，仁武交流道以東之速限增加為100公里。
另美濃、高樹、六龜及茂林地區爭取國道十號延伸至高雄市六龜區新威大橋處，並規劃於高美大橋設立交流道連絡高雄市美濃區及屏東縣高樹鄉兩地。延伸線起點之里港交流道已於2014年11月8日通車。
2021年1月31日，鼎金系統交流道之國道10號東向銜接國道1號北上匝道通車，國道十號東向可直接連接國道一號北向，不須再透過平面道路轉接。
國道10號未來預計設置仁武系統交流道，銜接國道七號與高屏二快，並於大社區設置交流道舒緩仁武地區車流。

## 交流道
- 2019年1月20日起，大社至仁武段橋下側車道恢復夜間照明。[4]
- 2022年起，自由路出口更名併入左營端，但即時影像仍使用自由路出口。

| 國道十號路線設施里程一覽表             |      |          |                               |                              |                  |                                                   |                                                                                        |                                                 |
| 標誌                                   | 里程 | 名稱     | 順樁預告                      | 逆樁預告                     | 形式             | 通車日                                            | 銜接道路 →聯絡地區                                                                     |                                                 |
|                                        |      |          |                               |                              |                  |                                                   |                                                                                        |                                                 |
| 0                                      | 0.0  | 左營端   | 高速公路起點                  | 翠華路 小型車 高速公路終點   | 直接式           | 1999年11月14日                                    | 高雄都會區快速道路 · ⇒台17線（翠華路、中華一路） · →左營區、高鐵左營站                 |                                                 |
| 0                                      | 0.7  | 左營端   | （僅西出東入）                | 自由三路 大型車              | 匝道             | 1999年11月14日                                    | 博愛三路 文自路 自由三路 大中二路 →左營區                                              |                                                 |
| 1                                      | 1.9  | 鼎金系統 | 台南（0.5K處） 高雄（1.5K處） | 民族一路（A） 高雄 台南（B） | 環狀雙葉型       | 1999年11月14日 2021年1月31日 （東向銜接北上匝道） | 中山高速公路 · 台1線（民族一路） · 大中一路                                            |                                                 |
|                                        | 6.2  | 仁武系統 |                               |                              | 複合型           | 規畫中                                            | 高雄港東側聯外高速公路 · 高屏第二東西向快速公路                                        | 高雄港東側聯外高速公路 · 高屏第二東西向快速公路 |
| 6                                      | 6.7  | 仁武     | 仁武 大樹                     | 大樹 仁武                    | 分離式簡易鑽石型 | 1999年11月14日                                    | 市道186號（仁林路） · 高52線 · 高52-1線（水管路） · 澄觀路 · →仁武區、大樹區、義大世界 |                                                 |
| 13                                     | 13.0 | 燕巢     | 燕巢 大社                     | 大社 燕巢                    | 鑽石型           | 1999年11月14日                                    | 嘉保路 · ⇒台22線（鳳東路⇔橫山路）、高46線、義大路 · →燕巢區、大社區                    |                                                 |
| 19                                     | 19.7 | 燕巢系統 | 台南 屏東                     | 屏東 台南                    | 環狀雙葉型       | 1999年12月30日                                    | 福爾摩沙高速公路                                                                       |                                                 |
| 22                                     | 22.6 | 嶺口     | 旗山 大樹                     | （僅東出西入）               | 半套Y型          | 1999年11月14日                                    | 台29線（旗南三路） · →旗山區、大樹區、佛光山                                           |                                                 |
| 25                                     | 25.1 | 里港     | 里港                          | （僅東出西入）               | 半套Y型          | 2014年11月8日                                     | 里港砂石車專用道 · ⇒台3線（三和路） · →里港鄉                                          |                                                 |
| － 地磅站 設置於里港交流道西行入口匝道 |      |          |                               |                              |                  |                                                   |                                                                                        |                                                 |
| 33                                     | 33.7 | 旗山端   | 美濃 旗山 里港 高速公路終點   | 高速公路起點                 | 直接式           | 1999年11月14日                                    | 台3線（旗屏路）⇒台29線 · 高140線（旗屏一路）⇒台28線（延平路） · →旗山區、美濃區        |                                                 |
|                                        |      |          |                               |                              |                  |                                                   |                                                                                        |                                                 |

## 車道數及速限
| 路段                       | 車道數 | 車道數 | 車道數 | 速限（km/h） | 速限（km/h） |
| 路段                       | 東行   | 西行   | 雙向   | 東行         | 西行         |
| -------------------------- | ------ | ------ | ------ | ------------ | ------------ |
| 左營端～鼎金系統交流道     | 2      | 2      | 4      |              |              |
| 鼎金系統交流道～5.1K       | 3      | 3      | 6      |              |              |
| 5.1K～仁武交流道           | 3      | 3      | 6      |              |              |
| 仁武交流道～燕巢系統交流道 | 3      | 3      | 6      |              |              |
| 燕巢系統交流道～32K        | 2      | 2      | 4      |              |              |
| 32K～32.6K                 | 2      | 2      | 4      | ↓            |              |
| 32.6K～旗山端              | 2      | 2      | 4      | ↓            |              |

## 替代道路
- 台22線（旗楠公路）
- 台29線（旗山－林園）
- 台28線（旗山－阿蓮）＋台19甲線（阿蓮－岡山）＋台1線（岡山－高雄）

## 行駛公車／客運
- 【E01旗美快線】高鐵左營站↔旗山轉運站／美濃站，於2011年11月上路，為全國第一條純電動公車路線。[8]
- 【E02哈佛快線】高鐵左營站↔佛光山，於2014年7月1日正式上路。
- 【E03燕巢快線】高鐵左營站↔義大醫院(原紅52)
- 【E04燕巢學園快線】高鐵左營站↔高雄師範大學
- 【E25高旗六龜快線】高雄車站↔六龜站(原8025)
- 【E28高旗美濃快線】高雄車站↔美濃站(原8028)
- 【E32高旗甲仙快線】高雄車站↔甲仙站(原8032)
- 【511】臺鐵新左營站↔涼山遊憩區
- 【8501】義大世界↔高鐵左營站
- 【8503】義大世界↔高雄市政府
- 【8504】義大世界↔黃埔公園
- 【8505】義大世界↔前鎮高中
- 【9127D】高鐵左營站↔大鵬灣遊客中心
- 【9189】高鐵左營站↔小灣

## 後續計畫

### 延伸線
- 早期規劃
  - 美濃、高樹、六龜及茂林等地區爭取國道十號延伸至高雄市六龜區的台28線新威大橋處，並規劃於高美大橋設立交流道連絡高雄市美濃區及屏東縣高樹鄉兩地，預計往東延伸16公里路程。
  - 公路總局規劃出A（約13公里）、B（約16公里）兩條路廊，分別經過美濃區中心與屏東縣里港鄉。由於A方案為國10末端沿美濃平原廊帶經月眉山麓進六龜，途經多個聚落且特定農業區，沿途有大片農地，徵收手續困難，且地勢複雜，施作經費預估在150億至170億元之間。相較B方案是借道興建完成的國10砂石運輸專用道，多行經低密度使用土地，建造困難點低，此B方案是當地居民共識。
  - 然公路總局工程處規劃案在可行性評估及經濟效益暨財務層面分析下，無法以原規劃路線完成快速道路規劃建設，公路總局提出之第三項替代計畫，新增銜接國道十號至新威大橋快速公路B方案（第一期，一般省道）；寬度30米，長度12.2公里，經費30.2億，效益1.99，具經濟可行性，期待未來地方發展成形時，可再利用已成型的安全島做為高架化快速道路路基，完成地方人士期盼的快速道路，此獲得與會人士同意跟共識。

- 國道10號里港交流道至台28線龍肚段連絡道路[9]
  - 此方案為國道十號至新威大橋快速公路B方案（16公里）的閹割版本，經市道181號後，捨棄原計畫六龜延伸線轉往東北，路線終點銜接至台28線龍肚路段，總長度約12.226公里，計畫路寬30公尺，布設雙向四快車道及兩慢車道。
  - 該案在2017年1月早經行政院核定，不過高屏兩地不斷透過民意代表發聲，希望全案延伸到新威大橋，於是交通部公路總局重啟綜合規劃[10]。
- 國道10號里港交流道至新威大橋新闢道路
  - 以國10里港交流道當起點，聯絡道會沿著里港砂石車專用道平行開新路抵達高美大橋，A案（山線）經過美濃龍肚市區，開鑿隧道後以高架道路進入六龜新威，B案（河線）則是從高美大橋開始沿著荖濃溪開闢高架道路。公路長度18公里，設計時速80公里[11]。比「國道10號里港交流道至台28線龍肚段連絡道路」案只增加約6公里，但總經費暴增至122.27億元[10]。
  - 2019年3月17日，中華民國行政院院長蘇貞昌至屏東縣視察工程規劃，聽取簡報之後，當場做出三點提示：一、既然地方民意傾向選擇B案，環評時要說明清楚，讓環評順利通過，儘速完成；二、分段齊頭並進，尤其是平面的部分，讓工程早日完工；三、工程與作業程序可分段發包，部分可先完工，尤其高美大橋這段要儘快完成，對高樹幫助很大，執行高雄地區的工程，同時解決屏東的問題，使二邊獲益，請儘速核定計畫。關於高美大橋銜接市道181號拓寬事宜，請屏東縣政府務必加快行政作業速度，以爭取中央政府經費[12]。公路總局西部濱海公路南區臨時工程處長江金璋在會後進一步說明，這條新闢道路目前尚未命名，未來將以省道規格闢建，由於路線延長後，前段增加了1.4公里長的跨越大橋，全段高架橋路段也有8公里多，經費才會增加近百億[10]。
  - 交通部指出，前述A、B兩案將併入「國道10號里港交流道至新威大橋新闢道路工程」綜合規劃進行統籌評估，預計於2019年4月底提出期末報告儘速完成審查、於8月呈報行政院核定，併行辦理環評作業、建設計畫報院審議及後續再進行設計及施工等事宜[12]。
  - 2023年12月12日，國道10號里港交流道至新威大橋新闢道路工程第1標里港至美濃段9.9公里工程，由行政院院長陳建仁主持動土祈福典禮，行政院院長陳建仁、高雄市長陳其邁、屏東縣長周春米、立委邱議瑩、交通部次長陳彥伯等人共同執鏟動土，預計2027年9月完工。
  - 第2標美濃至六龜8.1公里路段，與2024年9月動工，全線預計2030年完工[13]。

- 工程進度（更新至2025年2月底）

| 工程名稱                                                                          | 開工日期       | 預定竣工      | 實際進度（％） |
| --------------------------------------------------------------------------------- | -------------- | ------------- | -------------- |
| 台27甲線新威大橋延伸至國道10號里港交流道新闢道路美濃至里港段(22k+250~32k+110)工程 | 2023年11月26日 | 2027年9月25日 | 9.24%          |
| 台27甲線新威大橋延伸至國道10號里港交流道新闢道路六龜至美濃段(14k+121~22k+250)工程 | 2024年9月3日   | 2030年6月27日 | 1.41%          |

### 燕巢交流道改善工程之聯絡道路新增及改善工程[14]
- 目前情況
  - 為因應高雄市政府新闢燕巢交流道聯絡道南端延伸高46線銜接186甲線工程，現有燕巢交流道無法提供完整服務，故需配合辦理改善，主要工程內容為新增交流道南側匝道、既有匝道改善及設置機車道等。
  - 第一期工程於於於2018年11月7日竣工，可先行串聯既有聯絡道及新闢道路，並提供鄰近地區銜接高速公路的聯外功能。
  - 交流道聯絡道路新增及改善工程於於2019年9月25日開工，2020年3月27日竣工，同年5月25日下午4時通車[15] 。
  - 後續逐年完成4支匝道與機慢車專用道規劃。
  - 第二期嘉保路銜接186甲線替代道路已完工通車。

### 增設大社交流道
- 目前情況
  - 自2014年11月8日屏東縣里港鄉里港交流道通車後，高雄市大社區成為國道10號唯一經過無設置交流道的行政區，當地居民需經由仁武交流道跟燕巢交流道使用國道10號。
  - 由於仁武區的快速發展，仁武交流道跟燕巢交流道已逐漸飽和，加上仁武產業園區及未來國道7號、高屏二快的開發，仁武、大社的交通更是受到極大的影響，因此高雄市政府交通局於2022年4月21日啟動「仁武地區交通改善規劃暨增設國道10號大社交流道可行性研究案」[16]，目前於2023年11月14日與11月23日辦理地方說明會，預計年底會向中央提出申請增設交流道審議。

## 工程計畫
- 仁武系統交流道新建工程

## 相關資訊
- 興建單位：交通部臺灣區國道新建工程局
- 維護單位：交通部高速公路局
- 管理單位：內政部警政署國道公路警察局

## 外部連結
- OpenStreetMap上有關國道十號的地理
- 國道高速公路局（页面存档备份，存于）